# Jens Erik Jørgensen
Jens Erik Jørgensen (født 26. april 1942) er en dansk økonom og politiker, der fra 2002 til 2006 var borgmester i Silkeborg Kommune og fortsat fra 2006 til 2008 i den udvidede kommune, valgt for Det Konservative Folkeparti.
Jørgensen er uddannet cand.oecon. fra Aarhus Universitet og har bl.a. været ansat som systemkonsulent i IBM og som direktionssekretær i Jyske Bank. Senest var han lektor i matematik og økonomi ved Silkeborg Handelsskoles HHX-uddannelse og ekstern underviser i erhvervsøkonomisk optimering ved Handelshøjskolen, Aarhus Universitet. 
Hans politiske karriere begyndte i 1981, da han blev valgt til Silkeborg Byråd. Han har gennem en periode været formand for Teknisk Udvalg og gennem  to perioder været formand for børne- og undervisningsudvalget i kommunen. Han blev borgmester efter kommunalvalget 20. november 2001 ved at indgå en opsigtsvækkende konstituering udenom den traditionelle samarbejdspartner Venstre. I stedet blev han støttet af SF og Socialdemokraterne. Sidstnævnte afgav magten i byen efter at have haft den siden 1954. I sin anden periode som borgmester - nu for den nye storkommune - blev han støttet af alle byrådets partier. 
 Der er for få eller ingen kildehenvisninger i denne artikel, hvilket er et problem. Du kan hjælpe ved at angive troværdige kilder til de påstande, som fremføres i artiklen.